# 大江正言
大江 正言（おおえ の まさとき）は、平安時代中期の貴族・歌人。氏姓は弓削朝臣のち大江朝臣。大隅守・大江仲宣の子。官位は従五位下・大学允。

## 経歴
文章生から、勘解由判官・大学允・右馬助を歴任し、位階は従五位下に至る。また、国司として出雲国に下ったこともあった。
和歌に親しみ、能因と親交が篤かった他、長徳元年（995年）長徳の変後に大宰府に左遷させられた藤原伊周を護送する弟・嘉言と同道して、伊周に和歌に贈っている。勅撰歌人として『後拾遺和歌集』に2首、『詞花和歌集』に1首の計3首が採録されている。

## 官歴
- 正暦4年（993年） 正月25日：見勘解由判官[5]
- 寛弘3年（1006年） 2月14日：見大学允[6]
- 寛仁2年（1018年） 4月22日：見右馬助[7]
- 時期不詳：従五位下[8]